# Machairoceratops
Machairoceratops cronusi
Genre
Espèce
Machairoceratops est un genre fossile de dinosaures herbivores cératopsiens du Crétacé supérieur. Il est connu à partir de restes fossiles découverts dans le Sud de l'Utah, dans la formation géologique de Wahpeap (en), datée du Campanien (environ 80 à 77 millions d'années). Ce genre n'est représenté que par l'espèce Machairoceratops cronusi.

## Classification
Le nom valide complet (avec auteur) de ce taxon est Machairoceratops Lund (d), O'Connor (d), Loewen (d) & Jinnah (d), 2016.

## Publication originale
(en) Eric K. Lund, Patrick M. O'Connor, Mark A. Loewen et Zubair A. Jinnah, « A New Centrosaurine Ceratopsid, Machairoceratops cronusi gen et sp. nov., from the Upper Sand Member of the Wahweap Formation (Middle Campanian), Southern Utah », PLoS ONE, vol. 11, no 5,‎ 2016, e0154403 (DOI 10.1371/journal.pone.0154403, lire en ligne).